# 荒神明香
荒神 明香（こうじん はるか、1983年 - ）は日本の現代美術家。東京都現代美術館、サンパウロ近代美術館をはじめとする国内外の美術館で作品を発表している。
幼少期より、実体験の中で、自然現象や地形・空間などに感心を示し、それらが自身の感覚にもたらした影響を再現するように作品を作ってきた。
代表作に、造花の花びらを貼り合わせ空間に浮かばせる『reflectow』(2006)や、アクリルレンズを繋ぎ合わせ仕切り状に吊るす『contactlens』(2011) などがある。他にも、空間を異化させる現象のようなインスタレーション作品を展開する。2012年からwah documentと現代芸術活動チーム「目【め】」を始動し、アーティストとして主に企画を担っている。

## 略歴
- 1983年 - 広島に生まれる
- 2007年 - 東京芸術大学先端芸術表現科 卒業
- 2007年 - アーティストとして作品を発表
- 2009年 - 東京藝術大学先端芸術表現科修士課程 修了
- 2012年 - 現代芸術活動チーム「目」を結成

## 展覧会

### 主なグループ展
- 2007年 - 「Space for your future」　東京都現代美術館／東京[5]
- 2007年 - 「ART AWARD TOKYO」行幸地下ギャラリー／東京
- 2008年 - 「広島アートプロジェクト2008 汽水域」　旧日本銀行広島支店／広島
- 2008年 - 「眼差しと好奇心」　soka art center／台湾
- 2008年 - 「ライフがフォームになるとき」　サンパウロ近代美術館／ブラジル
- 2008年 - 「MOTコレクション」展　東京都現代美術館／東京
- 2009年 - 「ART IN THE SKY」　新丸の内ビルディング／東京
- 2009年 - 「透明なかたち」（妹島和世氏、佐々木陸朗氏 とのコラボレーション）　オカムラデザインスペースR／東京
- 2010年 - 「離陸として」　sedona代官山／東京
- 2010年 - 「Trans-Cool TOKYO Contemporary Japanese Art from MOT Collection」シンガポール美術館・バンコク芸術センター／シンガポール・タイ
- 2010年 - 「Ecologica」　サンパウロ近代美術館／ブラジル
- 2010年 - 「知覚の扉 II」　喜楽亭／愛知
- 2010年 - 「Beyond the Wall – アートで、超える。」　秋吉台国際芸術村／山口
- 2010年 - 「はないばら」　旧神谷伝兵衛別荘／千葉
- 2011年 - 「建築、アートがつくりだす新しい環境—これからの“感じ”」　東京都現代美術館／東京
- 2011年 - 「ニューアート展NEXT『Sparkling Days』」　横浜市民ギャラリー／神奈川
- 2011年 - 「Bye Bye Kitty!!! Between Heaven and Hell in Contemporary Japanese Art」　ジャパン・ソサエティ・ギャラリー／アメリカ
- 2012年 - 「呼吸する環礁―モルディブ-日本現代美術展」モルディブ国立美術館／モルディブ
- 2014年 - 「COSMIC GIRLS」展　丸の内ハウス／東京

### 国際芸術祭
- 2013年 - 瀬戸内国際芸術祭[6][7]

## 受賞歴
- 2006年 - 東京藝術大学 平山郁夫奨学金 受給[8]
- 2008年 - 2007年度卒業制作買い上げ賞
- 2008年 - 「Art Award tokyo」グランプリ受賞